# Chavantes (ort)
Chavantes är en ort i Brasilien.   Den ligger i kommunen Chavantes och delstaten São Paulo, i den södra delen av landet, 800 km söder om huvudstaden Brasília. Chavantes ligger 553 meter över havet och antalet invånare är 10 306.
Terrängen runt Chavantes är huvudsakligen platt. Chavantes ligger uppe på en höjd. Runt Chavantes är det ganska tätbefolkat, med 65 invånare per kvadratkilometer.. Närmaste större samhälle är Santa Cruz do Rio Pardo, 17,4 km nordost om Chavantes.
Trakten runt Chavantes består till största delen av jordbruksmark.